# 終末起點
《終末起點》是韓裔美國人TurtleMe創作的網路小說，後來由印尼插畫家Fuyuki23改編成漫畫並為日版取名《最强的王者，在第二次的人生能做什么？》（最強の王様、二度目の人生は何をする？）。

## 故事簡介
某國的偉大國王死後轉生為一個普通家庭的兒子。國王無法適應新名字「亞瑟・雷文」，和新身體做他想做的事而感到沮喪。在盛行魔法的國家里國王的第二人生就此展開。

## 登場人物
亞瑟・雷文（聲：藤原夏海）
主角，前世的他，是最強的王，名叫「格雷」。死後帶著前世的記憶重生，由父親雷諾爾茲和母親愛麗絲所生。利用前世所獲得的知識和經驗，出生幾個月後就開始學習魔法。擔任冒險者時的假名叫諾特。
格雷（聲：古川慎）
亞瑟的前世。擁有一切、地位、名譽，但他卻是個冷酷，孤獨，缺乏人類情感的男人。在30多歲時突然去世，原因不明。
提西婭・艾拉利斯（聲：市之瀨加那）
女主角，精靈少女，也是精靈的國度艾列諾亞王國的公主。由於出生和成長的環境因素，她的個性謹慎而膽怯，自從遇到亞瑟後，她變得比以前更加開朗。
賈斯敏・弗雷姆斯沃斯（聲：小見川千明）
女主角，過去曾與亞瑟的父母一起冒險。強化戰士。雖然不擅長社交，個性安靜，但她具有出色的觀察力和極高的學習能力。其身分是薩賓王國的最強火魔法師弗雷姆斯沃斯家族的千金。
雷諾爾・雷文（聲：金城大和）
亞瑟的父親。是用魔力提升力量的強化戰士。之後在黑斯特亞拍賣行擔任保安工作。
愛麗絲・雷文（聲：前田玲奈）
亞瑟的母親。是將魔力釋放出體外的術師(也是治療師)。
艾蕾娜・雷文（聲：會澤紗彌）
亞瑟的妹妹。
達登・沃克（聲：高橋伸也）
隸屬於隊伍“雙角”的冒險者。術師。
亞當・科倫修（聲：木村太飛）
隸屬於隊伍“雙角”的冒險者。強化戰士。
海倫・夏德（聲：小倉弥優）
隸屬於隊伍“雙角”的冒險者。強化戰士。
安吉拉・羅斯（聲：明智璃子）
隸屬於隊伍“雙角”的冒險者。術師。
西爾維亞（聲：井澤詩織）
謎樣的存在。實際上是一頭龍。
西爾比（聲：井澤詩織）
是西爾維亞的孩子。
文森特・黑斯特亞（聲：各務立基）
是黑斯特亞拍賣行的老闆，也是雷諾爾・雷文的好友兼雇主。
塔比莎・黑斯特亞（聲：藤堂真衣）
是文森特・黑斯特亞的妻子，也是莉莉婭・黑斯特亞的母親。
莉莉婭・黑斯特亞（聲：由良朱合）
是文森特・黑斯特亞和塔比莎・黑斯特亞的女兒，比亞瑟大1歲，自從遇到亞瑟後並在他的幫助下，慢慢覺醒法力核心開始學習魔法。
布雷恩・葛雷德
是現任薩賓王國的國王。
普莉希拉・葛雷德
是現任薩賓王國的王后。
卡迪斯・葛雷德
是薩賓王國的王子。
凱瑟琳・葛雷德
是薩賓王國的公主，也是卡迪斯・葛雷德的妹妹，相當在意亞瑟。
賽巴斯蒂安
是現任薩賓王國的術師。
辛西婭・（聲：小宮和枝）
是魔法學院克西拉斯學院的校長。
卡斯皮安・布雷德哈特
是冒險者公會的克西拉斯分部的分會長，與弗雷姆斯沃斯家族相當熟識。
盧卡斯・懷克斯
11歲，術師，是薩賓王國的懷克斯家族的現任家主的私生子，也是人類與精靈的混血兒，性格狂妄自大。
黛安・懷特霍爾
術師，C級冒險者
伊萊加・奈特
是孤兒，由矮人的國度達爾布王國的矮人們所扶養長大的人類，術師。

## 出版書籍

### 漫畫
| 卷數 | Yenpress       | Yenpress               | KADOKAWA       | KADOKAWA               |
| 卷數 | 發售日期       | ISBN                   | 發售日期       | ISBN                   |
| ---- | -------------- | ---------------------- | -------------- | ---------------------- |
| 1    | 2022年8月2日   | ISBN 978-1-975-34563-1 | 2021年8月20日  | ISBN 978-4-046-80577-5 |
| 2    | 2023年2月28日  | ISBN 978-1-975-34564-8 | 2021年11月22日 | ISBN 978-4-046-80892-9 |
| 3    | 2023年7月18日  | ISBN 978-1-975-37308-5 |                |                        |
| 4    | 2023年11月21日 | ISBN 978-1-975-37309-2 |                |                        |
| 5    | 2024年4月23日  | ISBN 978-1-975-37310-8 |                |                        |
| 6    | 2024年8月20日  | ISBN 978-1-975-37311-5 |                |                        |

## 電視動畫
2024年10月20日，動畫化決定，由原作者TurtleMe擔任故事總監。第1季於2025年4月至6月富士電視台的+Ultra檔期播放，第2季預定於2026年播出。

### 製作人員
- 原作、故事監修：TurtleMe
- 導演：元永慶太郎
- 劇本統籌：鴻野貴光
- 人物設定：末岡正美
- 總作畫監督：千葉孝幸
- 道具設計：杉原由美
- 色彩設計：
- 美術監督：內藤健
- 3D監督：後藤優一
- 攝影監督：高橋圭祐
- 編輯：木村祥明
- 音響監督：蝦名恭范
- 音響效果：櫻井陽子
- 音樂：井內啟二
- 音樂製作：富士太平洋音樂
- 動畫製作：studio A-CAT（日语：studio A-CAT）[6]
- 製作：「最強的王者」製作委員會

### 主題曲
第1季
片頭曲KINGSBLOOD
演唱：KALA，作詞：KALA、T2，作曲、編曲：KALA、rui、Sugi
片尾曲
演唱、作詞、作曲：seiza，编曲：上口浩平

### 各話列表
| #1  | 王者，重獲新生。 | 鴻野貴光 | 岩畑剛一、元永慶太郎 | 元永慶太郎 | 徐學文、覃國慶、鄭鈺容、林若軒、徐學武                             | 2025年 4月2日 |
| #2  | 王者，遭遇襲擊。 | 鴻野貴光 | 飯田崇               | 稻村保奈美 | 徐学文、林若轩、覃国庆、王佳欣、金科艺、郑钰容、徐学武             | 4月9日        |
| #3  | 王者，邂逅相遇。 | 鴻野貴光 | BoB白旗              | 元永慶太郎 | 马兰、马宝林、陈潔琼、李品華                                       | 4月16日       |
| #4  | 王者，伸出援手。 | 關根聰子 | 飯田崇               | 吉田俊司   | 南伸一郎、櫻井木之實、飯飼一幸、陳亮、李良鵬、刘婧、魏旭龍、杜衛峰 | 4月23日       |
| #5  |                  | 關根步   | 飯田崇               | 長濱典彥   | 劉定福、陳洁琼、劉軍、錢進一                                       | 4月30日       |
| #6  | 王者，開始修行。 | 待田堂子 | 中山岳洋             | 吉田俊司   | 马宝林、陈潔琼、李品華、金鎧                                       | 5月7日        |
| #7  | 王者，道別離去。 | 關根聰子 | BoB白旗              | 元永慶太郎 | 徐学文、金科艺、林若轩、王佳欣、覃国庆、徐学武、刘晓宇             | 5月14日       |
| #8  | 王者，久別重逢。 | 待田堂子 | 飯田崇               | 長濱典彥   | 櫻井木之實、南伸一郎、飯飼一幸、劉婧、李良鵬、李亞晨、仲金         | 5月21日       |
| #9  | 王者，傳授知識。 | 關根步   | 稻村保奈美           | 稻村保奈美 | 羅小伊、鄭鋒、吳俊                                                 | 5月28日       |
| #10 | 王者，以下犯上。 | 關根聰子 | 飯田崇               | 吉田俊司   | 马宝林、陈潔琼、李品華                                             | 6月4日        |
| #11 | 王者，下定決心。 | 待田堂子 | 岩畑剛一、元永慶太郎 | 元永慶太郎 | 李芸真、劉婧、星月動画、長城動画、                                 | 6月11日       |
| #12 | 王者，踏上旅途。 | 關根步   | 岩畑剛一             | 元永慶太郎 | 徐學文、金科藝、覃國慶、林若軒、王佳欣、徐學武、劉曉宇             | 6月18日       |

## 外部連結
- Kakaowebtoon（中文）
- 動畫官方網站（日語）
- 終末起點的X（前Twitter）（日語）